# Tüm TV
TÜM TV was een wekelijkse televisiegids voor Turkse televisiekijkers. Het blad was verkrijgbaar in Nederland, België, Duitsland en Oostenrijk.
Het blad was vooral bedoeld voor kijkers van de Turksat-satelliet en kijkers die een abonnement hadden op een Turkse kanalenpakket bij een kabelmaatschappij. TÜM TV bood ook programmagegevens van de Nederlandse zenders Nederland 1, Nederland 2, Nederland 3, RTL 4, RTL 5, RTL 7 en RTL 8. Verder stonden in TÜM TV ook de programmagegevens van de Vlaamse zenders één, Canvas en VTM en de belangrijkste Duitse, Oostenrijkse en Franse zenders.
Naast het blad had Tüm TV ook een eigen website. Naast programmagegevens waren ook programmafragmenten en diverse tv-blogs te vinden op de site.